# Trigonella emodi
Trigonella emodi är en ärtväxtart som beskrevs av George Bentham. Trigonella emodi ingår i släktet trigonellor, och familjen ärtväxter. Inga underarter finns listade i Catalogue of Life.